# Money (canción de Lisa)
«Money» es una canción de la cantante tailandesa y miembro de Blackpink, Lisa, que fue lanzada el 10 de septiembre de 2021 a través de YG Entertainment e Interscope Records. La canción corresponde al lado B de su álbum sencillo debut, titulado Lalisa. Fue escrita por Bekuh BOOM y Vince, y producida por 24, Bekuh BOOM, R.Tee y Vince.
La canción alcanzó el puesto número 10 en la lista Billboard Global 200 y la posición número 7, tanto en la lista Billboard Global Excl. U.S. como en la lista Bubbling Under Hot 100.

## Antecedentes y lanzamiento
En un artículo publicado por The Korea Herald el 19 de abril de 2021, un representante de YG Entertainment, sello discográfico de Blackpink, reveló que Lisa, miembro del grupo surcoreano, debutaría como la tercera solista, tras Jennie y Rosé, con horarios que luego se anunciarían oficialmente dentro del año.
El 25 de julio, Lisa subió dos imágenes de ella en un estudio en sus historias de Instagram con la leyenda «What's My Name?», insinuando el título de su próximo lanzamiento. El 25 de agosto, YG confirmó que su álbum debut en solitario se titularía Lalisa y que se lanzaría el 10 de septiembre. Luego, la agencia dio a conocer la lista de canciones del álbum, con el sencillo homónimo «Lalisa» como tema principal, junto a una segunda pista de nombre «Money».
El 19 de septiembre, una semana después del lanzamiento del álbum sencillo, fue publicado un póster anunciando una presentación exclusiva en vídeo de la canción, a ser estrenada el 22 de septiembre de 2021.

## Composición y letras
La canción fue escrita por Bekuh BOOM y Vince, y producida por 24, Bekuh BOOM, R.Tee y Vince, con arreglos de 24 y R.Tee. YG Entertainment informó que «Money» es una canción que pertenece al género hip hop, con ritmos dinámicos, melodías y un rap imparable.
En términos de notación musical, la canción está compuesta en tono de do sostenido menor y tiene un tempo de 140 pulsaciones por minuto. La canción es una pista de pop electrónico mezclado con hip hop y una suave balada pop durante el preestribillo. El outro también muestra un lado trap diferente al resto de la canción, lo que la hace destacar. La canción involucra al productor de YG, Teddy Park, con un preestribillo temperamental que se convierte en un estribillo sorprendente y pegadizo.
Líricamente, la canción muestra cómo es una persona rica que gana dinero a diario con sus fans y su apoyo indestructible. Ella también habla sobre su fama como miembro de Blackpink y sus lanzamientos en solitario que batieron récords.

## Rendimiento comercial
«Money» debutó en la lista semanal de Gaon Download Chart de Corea del Sur en la posición 43, mientras que en Nueva Zelanda ingresó en la posición 24 de la lista musical de Recorded Music NZ. En los Estados Unidos, Billboard informó que el sencillo ingresó en la 44.º posición de la lista Billboard Global 200 y en la posición 24 de la lista Billboard Global Excl. U.S., mientras que en la lista especializada en música rap digital, ocupó el primer lugar, convirtiéndose en el primer acto femenino de k-pop en ocupar dicho lugar, llegando al número 1 en la lista de ventas de canciones digitales de Rap, habiendo vendido poco más de 6,900 copias, superando a «Way 2 Sexy» de Drake.
El 18 de octubre, YG Entertainment informó que «Money» había superado las 100 millones de reproducciones en Spotify, lográndolo en solo 37 días después desde que la canción se revelase por primera vez el 10 de septiembre, y convirtiéndola en la canción más rápida de un artista de K-pop en solitario en alcanzar dicha cifra en la plataforma de streaming. Anteriormente, el récord lo tenía la canción «On the Ground» de su compañera de grupo Rosé con 71 días.
En diciembre de 2022, Spotify informó que «Money» fue la canción en solitario de K-Pop más reproducida en la plataforma durante el año, tras haber alcanzado más de mil millones de reproducciones.

## Reconocimientos

### Premios y nominaciones
| Año  | Evento                         | Premio                                  | Resultado | Ref.   |
| ---- | ------------------------------ | --------------------------------------- | --------- | ------ |
| 2021 | Asian Pop Music Awards         | Mejor performance de baile - Extranjero | Nominado  | [ 18 ] |
| 2021 | Mnet Asian Music Awards        | Coreografía del año (Leejung Lee)       | Ganador   | [ 19 ] |
| 2022 | JOOX Malasia Music Awards      | Top 5 - Canción internacional           | Ganador   | [ 20 ] |
| 2022 | JOOX Thailand Top Music Awards | Canción coreana del año                 | Ganador   | [ 21 ] |
| 2022 | MTV Millennial Awards          | Hit global del año                      | Nominado  | [ 22 ] |

### Listados
| Publicación            | Listado                                      | Lugar    | Ref.   |
| ---------------------- | -------------------------------------------- | -------- | ------ |
| Apple Music            | 25 Most Shazamed K-Pop Songs of 2022         | 1.º      | [ 23 ] |
| Billboard              | 25 Best K-Pop Songs of 2021: Critics’ Picks  | 20.º     | [ 24 ] |
| Genius Korea           | 2021 Year End Chart - Top Songs              | 7.º      | [ 25 ] |
| Genius Korea           | 2021 Year End Chart - Top K-Hip-Hop Songs    | 1.º      | [ 26 ] |
| Rolling Stone India    | 6 K-pop B-Sides that Broke the Internet 2021 | Incluida | [ 27 ] |
| Spotify                | Top Viral Hits of 2021                       | Incluida | [ 28 ] |
| Spotify                | Best Pop Songs of 2021                       | Incluida | [ 29 ] |
| Spotify                | Top K-Pop Tracks of 2021                     | Incluida | [ 30 ] |
| Spotify                | Top K-Pop Songs Globally 2021                | 9.º      | [ 31 ] |
| Spotify                | Most Streamed Top K-Pop Songs Globally 2022  | 4.º      | [ 32 ] |
| Teen Vogue             | The 54 Best K-Pop Songs of 2021              | Incluida | [ 33 ] |
| Tidal                  | Best of K-Pop 2021                           | Incluida | [ 34 ] |
| Universal Music Canadá | Best of 2021: K-Pop                          | Incluida | [ 35 ] |

## Posicionamiento en listas
| Lista (2021)                                              | Mejor posición |
| --------------------------------------------------------- | -------------- |
| Alemania (Official German Charts)                         | 14             |
| Argentina (Argentina Hot 100)                             | 94             |
| Australia (ARIA)                                          | 32             |
| Austria (Ö3 Austria Top 40)                               | 12             |
| Canadá (Canadian Hot 100)                                 | 38             |
| Corea del Sur (Gaon Download Chart)                       | 43             |
| Ecuador (Ecuador Top 100)                                 | 31             |
| Eslovaquia (Singles Digitál Top 100)                      | 9              |
| Estados Unidos (Billboard Hot 100)                        | 90             |
| Estados Unidos (Billboard Euro Digital Songs)             | 15             |
| Estados Unidos (Billboard Global 200)                     | 10             |
| Estados Unidos (Billboard Global Excl. U.S.)              | 7              |
| Estados Unidos (Billboard Bubbling Under Hot 100)         | 6              |
| Estados Unidos (Billboard Digital Songs Sales)            | 8              |
| Estados Unidos (Billboard Rap Digital Songs Sales)        | 1              |
| Estados Unidos (Billboard R&B/Hip-Hop Digital Song Sales) | 2              |
| Finlandia (Suomen virallinen lista)                       | 20             |
| Francia (SNEP)                                            | 75             |
| Grecia (IFPI)                                             | 6              |
| Hungría (Single Top 40)                                   | 7              |
| India (IMI)                                               | 6              |
| Irlanda (IRMA)                                            | 36             |
| Italia (FIMI)                                             | 98             |
| Lituania (AGATA)                                          | 11             |
| Malasia (RIM)                                             | 1              |
| Noruega (VG-lista)                                        | 32             |
| Nueva Zelanda (Recorded Music NZ)                         | 10             |
| Países Bajos (Single Top 100)                             | 89             |
| Portugal (AFP)                                            | 37             |
| Reino Unido (UK Singles Chart)                            | 46             |
| Reino Unido (Singles Download Chart)                      | 32             |
| República Checa (Singles Digitál Top 100)                 | 7              |
| Singapur (RIAS)                                           | 2              |
| Suecia (Sverigetopplistan)                                | 3              |
| Suiza (Schweizer Hitparade)                               | 20             |

## Certificaciones
| País                                              | Organismo certificador | Certificación | Ventas certificadas | Ref.   |
| Ventas                                            | Ventas                 | Ventas        | Ventas              | Ventas |
| ------------------------------------------------- | ---------------------- | ------------- | ------------------- | ------ |
| España                                            | Promusicae             | Oro           | 30 000*             | [ 64 ] |
| Estados Unidos                                    | RIAA                   | Platino       | 1 000 000*          | [ 65 ] |
| Francia                                           | SNEP                   | Oro           | 100 000*            | [ 66 ] |
| Polonia                                           | ZPAV                   | Oro           | 25 000*             | [ 67 ] |
| Portugal                                          | AFP                    | Oro           | 5 000*              | [ 68 ] |
| *Cifra de ventas basadas solo en certificaciones. |                        |               |                     |        |

## Historial de lanzamiento
| País           | Fecha                    | Formato                       | Sello                                |
| -------------- | ------------------------ | ----------------------------- | ------------------------------------ |
| Varios         | 10 de septiembre de 2021 | CD Descarga digital streaming | YG Entertainment, Interscope Records |
| Estados Unidos | 9 de noviembre de 2021   | Contemporary hit radio        | YG Entertainment, Interscope Records |
| Corea del Sur  | 27 de diciembre de 2021  | LP                            | YG Entertainment, Interscope Records |